# 본디 (소셜 네트워크 서비스)
본디(Bondee)는 싱가포르에 법인을 설립한 IT회사 메타드림(Metadream)에서 개발한 가상 아바타 소셜 네트워크 서비스 앱이다. 사용자는 개인 아바타를 통해 자신을 표현하고 친구들과의 소통이 가능하다. 2023년 1월에 출시된 이 앱은 아시아 국가에서 흥행했고, 여러 국가의 앱 스토어 차트 1위를 차지했다.

## 역사
본디는 중국 베이징 소재 IT회사 Yidian Zixun이 출시한 중국 내수용 앱 True.ly(啫喱/zhě lí)를 전신으로 두고 있다. 해당 앱은 2019년 8월 28일 '一点资讯（身边版）'이라는 포털 뉴스 앱으로 앱 스토어에 최초 등록되었고, 2022년 1월 19일 메타버스 SNS로 전향하면서 '啫喱'로 개명했다.
SNS 전향 직후의 啫喱는 중국 내부에서 선풍적인 인기를 끌었고, 2022년 2월 10일 기어코 중국 국민 메신저 텐센트 QQ와 위챗을 누르고 App Store 중국 일간 앱 다운로드 랭킹 1위를 차지하게 되었다. 이와 동시에 啫喱는 이용자 동의 없이 개인정보를 수집한다는 등 논란이 발생했고, 2월 12일 啫喱측은 공식 계정을 통해 경쟁사의 명예훼손 공작이라며 법적 대응을 시사했다.
2022년 2월 13일 오후, 법적 대응을 선언한 啫喱는 하루도 되지 않아 버그 및 랙 현상 개선을 사유로 앱 배포를 돌연 중단하였고, 이로인해 신규 사용자의 가입이 무기한 중단되었다. 그러다 5월에 Metadream이라는 싱가포르 법인이 True.ly(啫喱)의 지적재산권을 인수하게 되었으며, 11월 2일 글로벌 시장을 대상으로 Bondee라는 이름으로 리뉴얼되어 재출시되었다.

## 초기 흥행
본디는 2023년 1월 17일 출시한지 한 달도 채 지나지 않아 여러 국가에서 앱 스토어 차트 1위를 차지하였고, 구글 플레이에서 500만 건 이상의 다운로드를 기록했다. 이는 인스타그램보다 7개월이나 더 빠른 기록이다. 특히 동남아 국가에서 선풍적인 인기를 얻었으며, 싱가포르, 말레이시아, 필리핀, 태국을 포함한 여러 국가에서 앱 스토어의 소셜 네트워킹 카테고리에서 1위를 달성했다.